# Abus de confiance
Abus de confiance is een Franse film van Henri Decoin die werd uitgebracht in 1937.
Deze film is de derde in een reeks van tien samenwerkingen tussen Decoin en Danielle Darrieux.

## Samenvatting
Lydia is een arm weesmeisje dat rechten studeert. Wanneer ze er niet in slaagt haar huur te betalen wordt ze door haar huisbaas lastiggevallen. Ook de man bij wie ze solliciteert voor secretariaatswerk probeert misbruik van haar maken. 
Wanneer haar vriendin een bundel vergeelde brieven vindt fluistert ze Lydia in aan te bellen bij de auteur van de brieven en zich voor te doen als zijn natuurlijke dochter. Ze klopt aan bij Jacques Ferney, een historicus.

## Rolverdeling
| Acteur            | Personage                      |
| ----------------- | ------------------------------ |
| Danielle Darrieux | Lydia                          |
| Charles Vanel     | Jacques Ferney                 |
| Valentine Tessier | Hélène Ferney                  |
| Pierre Mingand    | Pierre Montant                 |
| Yvette Lebon      | Alice                          |
| Thérèse Dorny     | de hospita                     |
| Jean Worms        | de voorzitter van de rechtbank |
| Gilbert Gil       | Paul                           |
| René Bergeron     | Dieulafoy                      |
| Svetlana Pitoëff  | Renée Leclerc                  |